# Angellina
Анђела Вујовић (Београд, 19. август 1997), позната као Angellina (транскр.  Анђелина), српска је певачица.

## Биографија
Рођена је 19. августа 1997. у Београду, где и данас живи и ради. Музиком се бави од малена, а све је почело у нижој музичкој школи и на часовима певања код Мадам Пијано (Љиљана Ранчић). Прве наступе имала је у клубовима у Београду и околини, али већу популарност донело јој је учешће у забавној емисији Ami G Show. Постала је препознатљива по интерпретацијама популарних песама, а у децембру 2018. објавила је свој први сингл под називом Потез лош. Од тада до априла 2020. године снимила је синглове Буди у близини, Ко си ти у ствари, Пиле моје, Сијам, Црне ноћи, Чекам те ја, Неко као ти и дуете са Теодором Таром Стојановић и Огњеном Јовановим.

## Награде
| Година | Награда                 | Категорија         | Рад        | Исход               | Реф.        |
| ------ | ----------------------- | ------------------ | ---------- | ------------------- | ----------- |
| 2022.  | Песма за Евровизију ’22 |                    | Оригами    | 4. место            | [ 2 ]       |
| 2023.  |                         | Балкан треп нумера | Оригами    | Номинација          | [ 3 ] [ 4 ] |
| 2023.  | Музички видео           | Око моје           | Номинација | [ 5 ] [ 6 ]         |             |
| 2023.  | Урбан поп нумера        | Око моје           | Освојено   | [ 7 ]               |             |
| 2023.  | Песма за Евровизију ’23 |                    | Ланац      | Испала у полуфиналу | [ 8 ] [ 9 ] |

## Дискографија[10]

### Албуми
- 1000 људи (2023)

| - Потез лош (2018) - Буди у близини (2019) - Ко си ти у ствари (2019) - Пиле моје (2019) - Гад (ft. Тара, 2019) - Сијам (2019) - Хемија (ft. Огњен, 2019) - Хемија (ft. Ami G, Sha, 2019) - Црне ноћи (2020) - Неко као ти (2020) - Чекам те ја (2020) - Тебе само хоћу (2020) - Ти си ми у мислима (2020) - Лепа сам (ft. Electra, 2020) - Бескрај (2020) - Бирам те (2020) - Дах по дах (2021) | - Оригами (Песма за Евровизију '22) - Ланац (Песма за Евровизију '23) - Vanila (2023) - Месечина (2023) - Крај (2024) - Дијаманти (ft. Brut, 2025) | \| Спот \| Година \| Режисер \| \| ------------------ \| ------ \| ----------------------------------------------- \| \| Потез лош \| 2018 \| Ведрана Вукојевић \| \| Буди у близину \| 2019 \| Анђелина, Уна Живановић \| \| Ко си ти у ствари \| 2019 \| Игор Лазић \| \| Пиле моје \| 2019 \| Ведад Јашаревић \| \| Гад \| 2019 \| Ведад Јашаревић \| \| Сијам \| 2019 \| Анђелина, Tropical life is fun- Семир Хабибовић \| \| Црне ноћи \| 2020 \| Анђелина, Tropical life is fun \| \| Чекам те ја \| 2020 \| Tropical life is fun \| \| Тебе само хоћу \| 2020 \| Ведад Јашаревић \| \| Ти си ми у мислима \| 2020 \| Лука Јовановић \| \| Бескрај \| 2020 \| Љуба \| \| Бирам те \| 2020 \| Љуба \| \| Дах по дах \| 2021 \| Уна Живановић,Анђелина, Tropical life is fun \| \| Калифорнија \| 2021 \| Rebi \| \| Поломи ме \| 2021 \| Tropical life is fun \| \| Очи ко ти \| 2021 \| \| \| Deja Vu \| 2021 \| Љуба \| \| Око моје \| 2022 \| Лука Јаковљевић,Петар Кастратовић \| \| Смеј се \| 2022 \| Лука Јаковљевић,Петар Кастратовић \| |
| Спот | Година | Режисер |
| Потез лош | 2018 | Ведрана Вукојевић |
| Буди у близину | 2019 | Анђелина, Уна Живановић |
| Ко си ти у ствари | 2019 | Игор Лазић |
| Пиле моје | 2019 | Ведад Јашаревић |
| Гад | 2019 | Ведад Јашаревић |
| Сијам | 2019 | Анђелина, Tropical life is fun- Семир Хабибовић |
| Црне ноћи | 2020 | Анђелина, Tropical life is fun |
| Чекам те ја | 2020 | Tropical life is fun |
| Тебе само хоћу | 2020 | Ведад Јашаревић |
| Ти си ми у мислима | 2020 | Лука Јовановић |
| Бескрај | 2020 | Љуба |
| Бирам те | 2020 | Љуба |
| Дах по дах | 2021 | Уна Живановић,Анђелина, Tropical life is fun |
| Калифорнија | 2021 | Rebi |
| Поломи ме | 2021 | Tropical life is fun |
| Очи ко ти | 2021 | |
| Deja Vu | 2021 | Љуба |
| Око моје | 2022 | Лука Јаковљевић,Петар Кастратовић |
| Смеј се | 2022 | Лука Јаковљевић,Петар Кастратовић |

## Фестивали
Беосонг:
- Магија (као чланица групе Sky’s), пето место, 2013

Песма за Евровизију, Србија:
- Оригами, четврто место, 2022
- Ланац, 2023

Београдско пролеће:
- Меланхолија, 2022

Скале, Херцег Нови:
- Сањања, 2022